# Nathan Wilmot
Nathan James Wilmot OAM (* 13. Dezember 1979 in Sydney) ist ein ehemaliger australischer Segler.

## Erfolge
Nathan Wilmot nahm zweimal mit Malcolm Page an Olympischen Spielen in der 470er Jolle teil. 2004 kamen sie in Athen nicht über den zwölften Platz hinaus. Wesentlich erfolgreich verliefen für beide die Olympischen Spiele 2008 in Peking: sie gingen als Erstplatzierte in das abschließende medal race, dass sie ebenfalls auf dem ersten Rang beendeten. Damit wurden sie Olympiasieger vor dem britischen und dem französischen Boot. Hierfür wurde er 2009 mit der Medaille des Order of Australia ausgezeichnet.
Bei Weltmeisterschaften gewann er insgesamt sechs Medaillen mit Malcolm Page in der 470er Jolle, davon dreimal die Goldmedaille. 2004 in Zadar, 2005 in San Francisco und 2007 in Cascais wurden sie Weltmeister. Darüber hinaus gewannen sie zweimal die Silber- und einmal die Bronzemedaille.
Sein Vater Jamie und sein Onkel Bob waren ebenfalls beide Segler, ersterer auch bei Olympischen Spielen.